# 國道471號

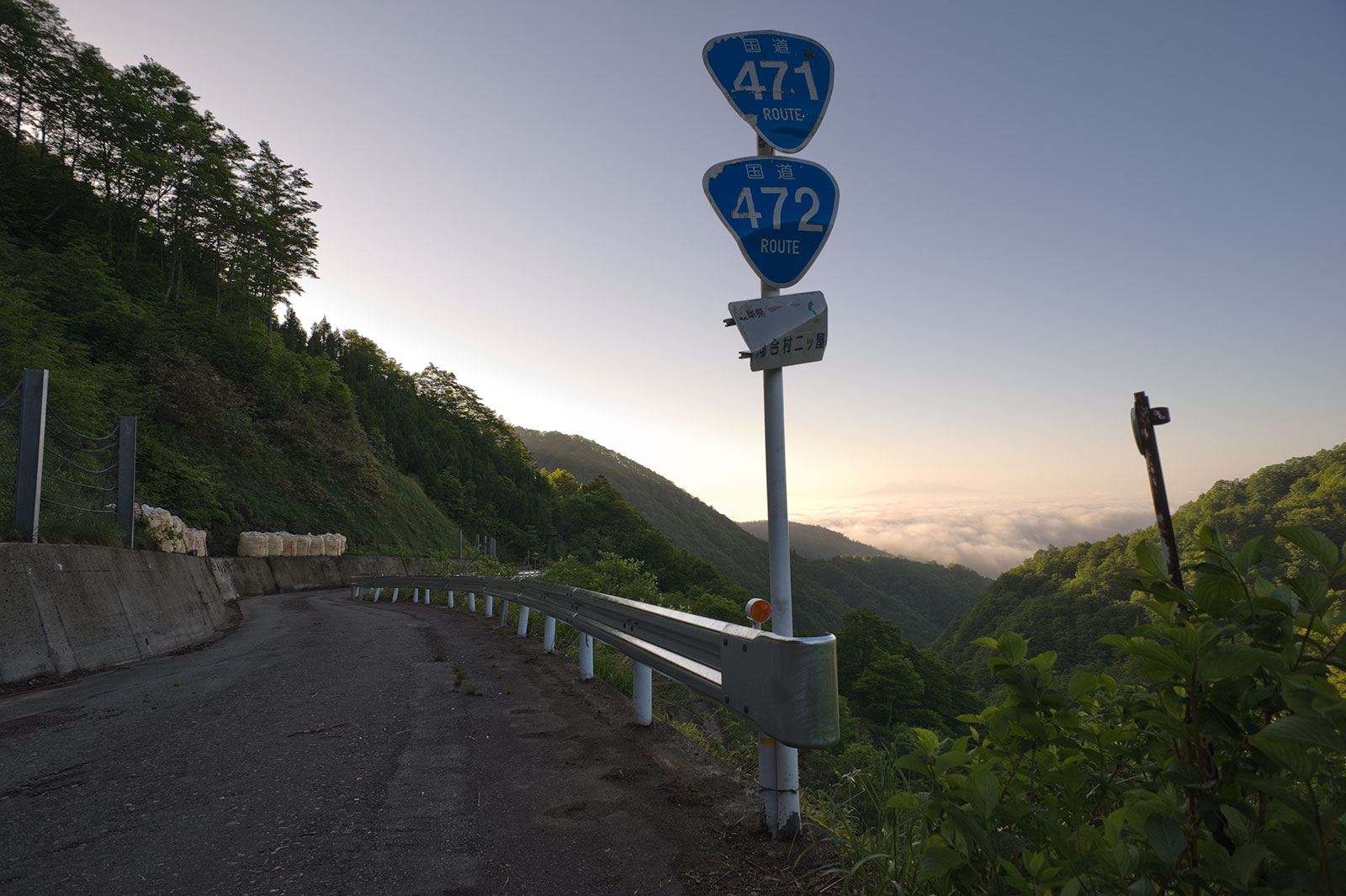
國道472號共線路段、楢峠附近

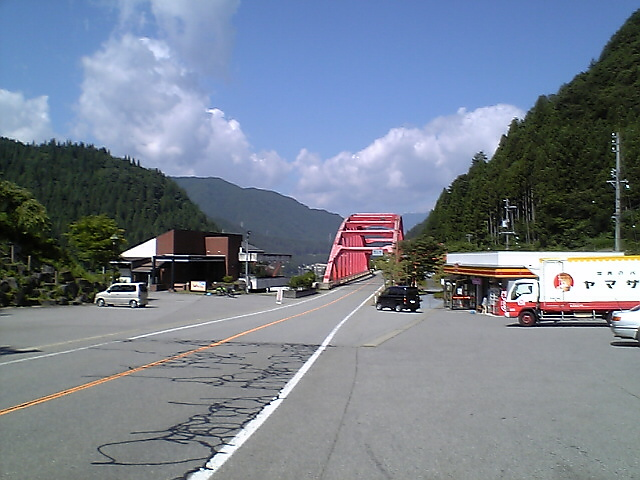
駒止橋（高山市）

國道471號為石川縣羽咋市至岐阜縣高山市奧飛驒溫泉鄉的一般國道。

## 概要
- 陸上距離 - 159.8km
- 起點 - 石川縣羽咋市（＝國道249號上、國道415號交點）
- 終點 - 岐阜縣高山市奧飛驒溫泉鄉平湯（＝國道158號交點）
- 主要經過地 - 富山縣小矢部市
- 指定路段 - 國道156號・國道41號共線路段

## 共線路段
- 石川縣羽咋市（起點） - 石川縣羽咋郡寶達志水町宿 （國道249號）
- 富山縣礪波市（金屋交差點） - 富山縣礪波市莊川町小牧（國道156號）
- 富山縣富山市八尾町栃折 - 岐阜縣飛驒市古川町野口（國道472號）
- 岐阜縣飛驒市河合町角川 - 岐阜縣飛驒市宮川町大無雁（國道360號）
- 岐阜縣飛驒市古川町野口 - 岐阜縣飛驒市神岡町船津（國道41號）

## 通過市町村
- 石川縣
  - 羽咋市 - 羽咋郡寶達志水町 - 河北市 - 河北郡津幡町
- 富山縣
  - 小矢部市 - 南礪市 - 礪波市莊川町 - 南礪市利賀村- 富山市

- 岐阜縣
  - 飛驒市 - 高山市

## 繞道、改良工程
- 八野繞道（石川縣河北市八野 - 黑川、L=1.0km）
- 島繞道（富山縣小矢部市島地內、L=1.5km）
- 利賀繞道（富山縣南礪市利賀村栃原 - 利賀村地內、L=9.3km）
- 菅沼栃折道路（富山縣南礪市利賀村百瀨 - 富山市八尾町栃折、L=5.6km）
- 栃折繞道（富山縣富山市八尾町栃折地內、L=1.5km）

## 連接路線
- 國道249號 （石川縣羽咋市、寶達志水町）
- 國道415號 （石川縣羽咋市）
- 國道159號 （石川縣寶達志水町）
- 國道8號 （富山縣小矢部市）
- 國道359號 （富山縣小矢部市）
- 國道156號 （富山縣礪波市）
- 國道472號 （富山縣富山市、岐阜縣飛驒市）
- 國道360號 （岐阜縣飛驒市）
- 國道41號 （岐阜縣飛驒市）
- 國道158號 （岐阜縣高山市）
- 中部縱貫自動車道〔安房峠道路〕－平湯IC（岐阜縣高山市）

## 道之驛
- 利賀 （富山縣南礪市）
- 井波 （富山縣南礪市）
- 宙ドーム・神岡 （岐阜縣飛驒市）
- 奧飛驒溫泉郷上寶 （岐阜縣高山市）

## 別名
- 越中東街道